# Jules Baron

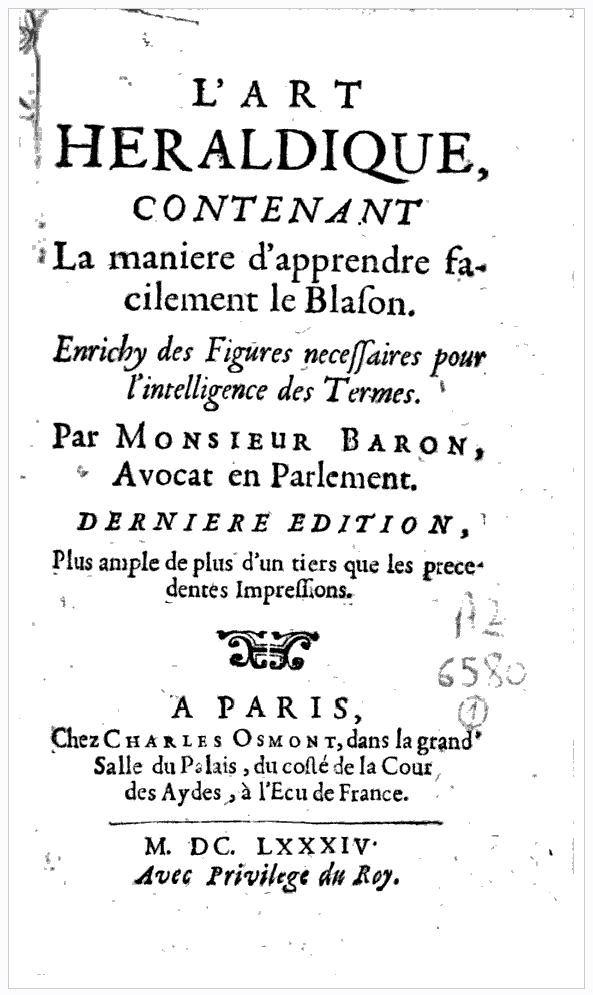
Jules Baron művének címlapja, 1684-es kiadás

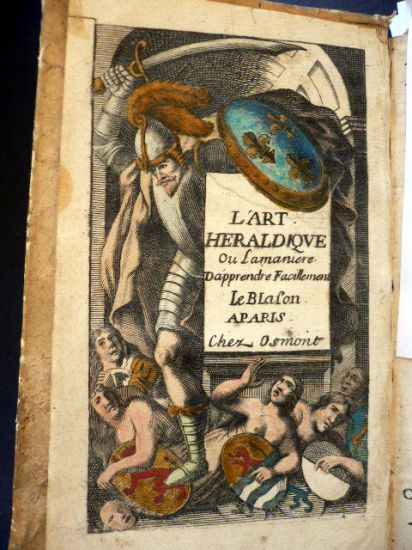
Ambroise Playne 1717-es kiadásának címlapja

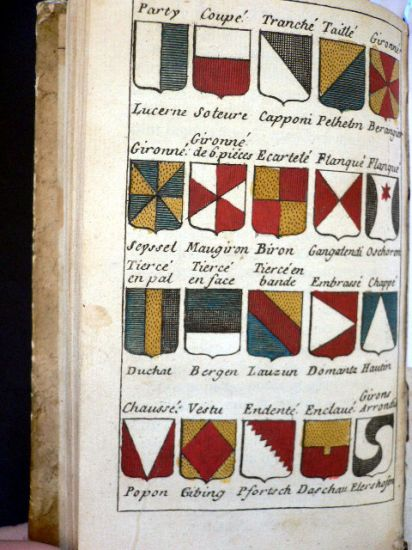
Színezett ábra Ambroise Playne 1717-es kiadásánól

Jules Baron (megh. 1684 u./1693 e.) francia jogász, heraldikus. A párizsi parlament (bíróság) ügyvédje volt.

## Munkássága
Írt egy címertani művet, mely mindenféle ábra nélkül jelent meg. 1693-ban, 1695-ben és 1717-ben a saját szerkesztésében ezt Ambroise Playne újra kiadta, illusztrációkkal kiegészítve, melyek egyes példányokban színezettek. Baron ekkor már halott lehetett, különben tiltakozott volna az újranyomtatás ellen, viszont az 1684-es harmadik kiadás még az ő neve alatt jelent meg.   
Művét címertani tankönyvnek szánta, melyből elsajátítható a heraldikai szakterminológia és a címerekkel kapcsolatos szabályok.

## Művei
- Baron, Jules: L'Art héraldique : contenant la manière d'apprendre facilement le blason / enrichi de figures nécessaires pour l'intelligence des termes. Paris : C. Osmont, 1672
- Baron, Jules: L'Art héraldique, contenant la manière d'apprendre facilement le blason... par M. Baron,... Paris : C. Osmont, 1678
- Baron, Jules: L'Art héraldique contenant la manière d'apprendre facilement le blason... par M. Baron,... Nouvelle édition... par M. Playne,... Paris : C. Osmont, 1693
- Playne: L'art héraldique, contenant la manière d'apprendre facilement le blason. Enrichi des figures nécessaires pour l'intelligence des termes. Chez Charles Osmont, A. Paris 1717